# Kōjien
Kōjien (jap. japanisch 広辞苑, zu Deutsch: Großer Garten der Wörter) ist ein im Verlag Iwanami Shoten erschienenes einbändiges und einsprachiges Wörterbuch der Japanischen Sprache. Vergleichbar in etwa mit dem deutschsprachigen Duden erschien es erstmals 1955. Das Wörterbuch wurde vom japanischen Linguisten Shimmura Izuru und dessen zweitältesten Sohn, dem Linguisten und Literaturwissenschaftler für französische Literatur,  Shimmura Takeshi (1905–1982) herausgegeben. Es baut auf dem bereits zu Beginn der Shōwa-Zeit erschienenen Wörterbuch Jien (辞苑) auf und erweiterte es. Im Jahr 2007 wurden 11 Millionen Exemplare des Wörterbuchs verkauft und 2018 erschien es in der siebten Auflage.
Seit 1993 erscheinen auch Ausgaben auf CD.